# Гуня, Михаил Константинович
Михаи́л Константи́нович Гу́ня (род. 1940 год) — строитель. Герой Социалистического Труда.

## Биография
Родился в 1940 году. С 1959 года служил на Северном Флоте. В 1963 году Михаил Константинович устроился на работу простым рабочим-строителем в Заполярном в бригаду В. П. Серикова, известного как зачинателя метода бригадного подряда в промышленном строительстве. В этой бригаде поощрялась разумная инициатива, овладение нужными бригаде смежными профессиями, ряд членов бригады успешно выросли в самостоятельных бригадиров. Среди них бригадиром комплексной бригады «Печенганикельстроя» стали и Михаил Константинович Гуня. Вместе со своей бригадой принимал участие в строительстве комбината «Печенганикель», подземных сооружений при Кольской сверхглубокой скважине, жилых домов и прочих зданий города Заполярного.
С 1979 года — в Ленинградской области, где Михаил Гуня участвовал в возведении фосфоритного завода в Кингисеппе.

## Награды
За трудовые успехи указом Президиума Верховного Совета СССР в 1981 году Гуне Михаилу Константиновичу было присвоено звание Героя Социалистического Труда и вручена Золотая медаль «Серп и Молот».